# ولیدر
ولیدر یک روستا در ایران است که در شهرستان طارم استان زنجان واقع شده‌است. ولیدر ۶۹۲ نفر جمعیت دارد.

## جمعیت
این روستا در دهستان چورزق قرار دارد و براساس سرشماری مرکز آمار ایران در سال ۱۳۸۵، جمعیت آن ۶۹۲ نفر (۱۴۳خانوار) بوده‌است.